# Dicranum purpureum
Dicranum purpureum är en bladmossart som först beskrevs av Dickson och Withering, och fick sitt nu gällande namn av Turner 1804. Dicranum purpureum ingår i släktet kvastmossor, och familjen Dicranaceae. Inga underarter finns listade i Catalogue of Life.